# Hôtel du Ravieux
L'hôtel du Ravieux est un ancien hôtel particulier situé sur la commune française de Saint-Geniez-d'Olt, dans le département français de l'Aveyron.

## Description

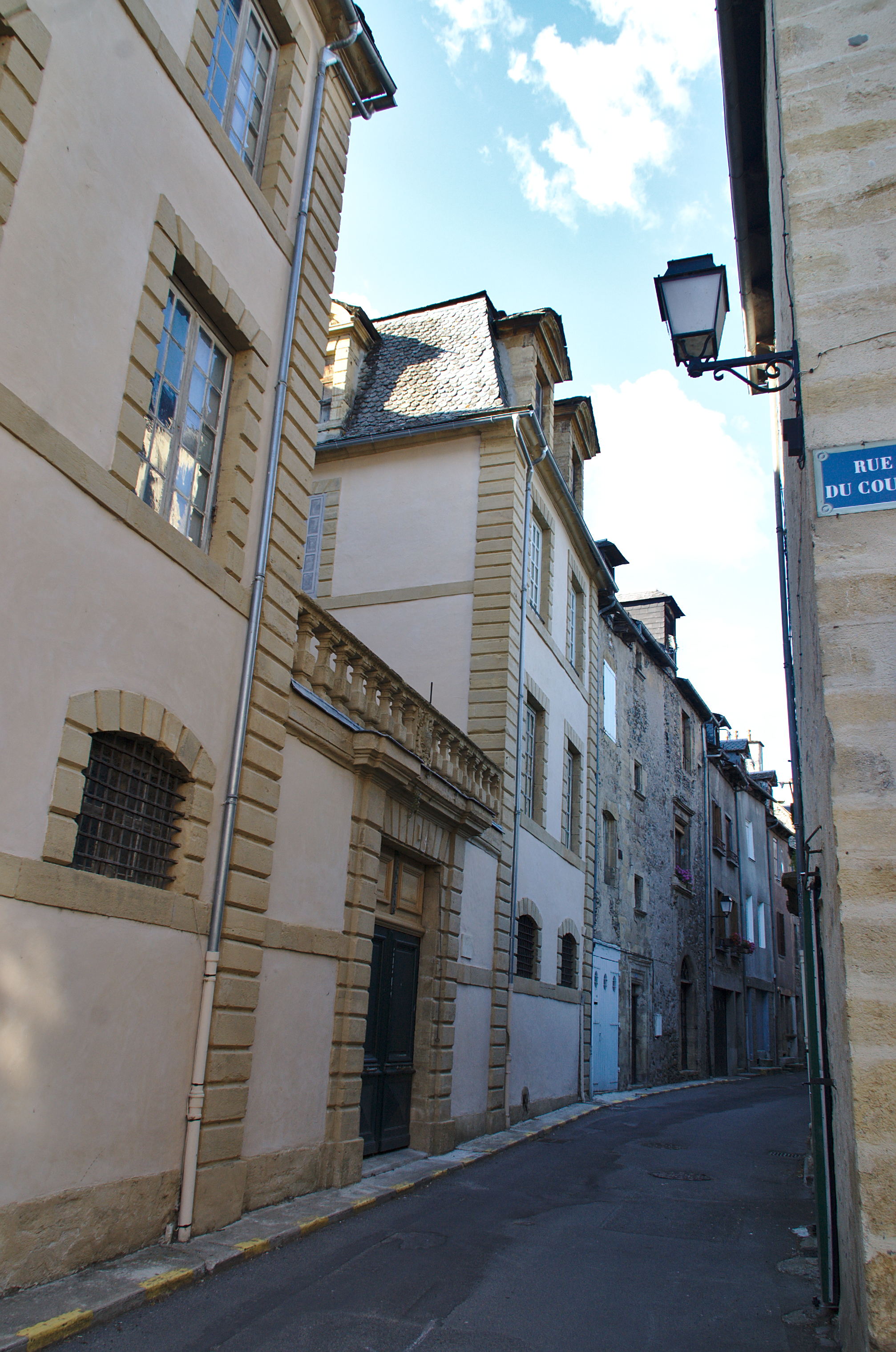
Porche d'accès à l'hôtel

## Localisation
L'hôtel est situé au niveau de la rue du Ravieux à Saint-Geniez-d'Olt.

## Historique
L'édifice est classé au titre des monuments historiques en 1979.